# Schlosskirche Fischbach

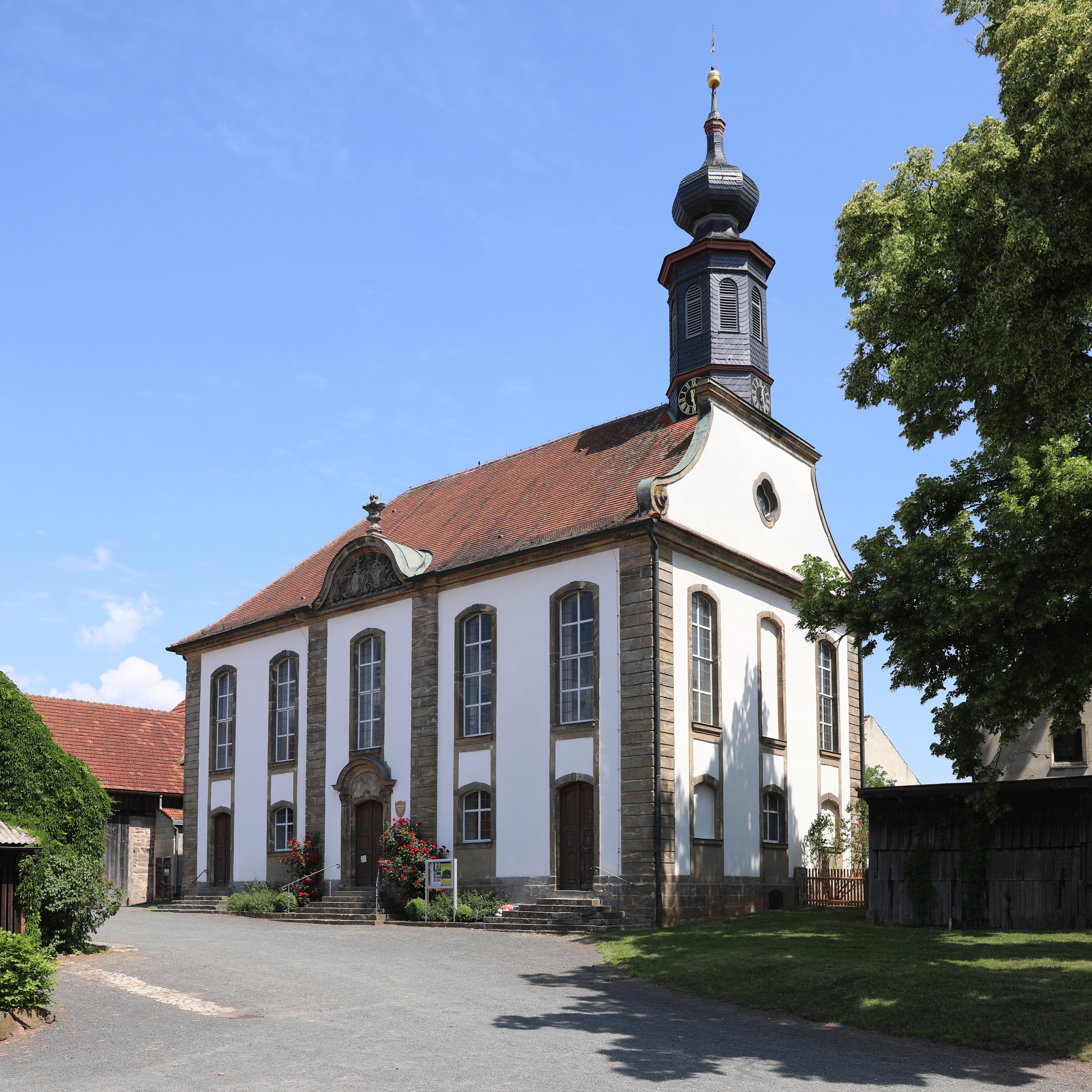
Außenansicht Schlosshof-Seite

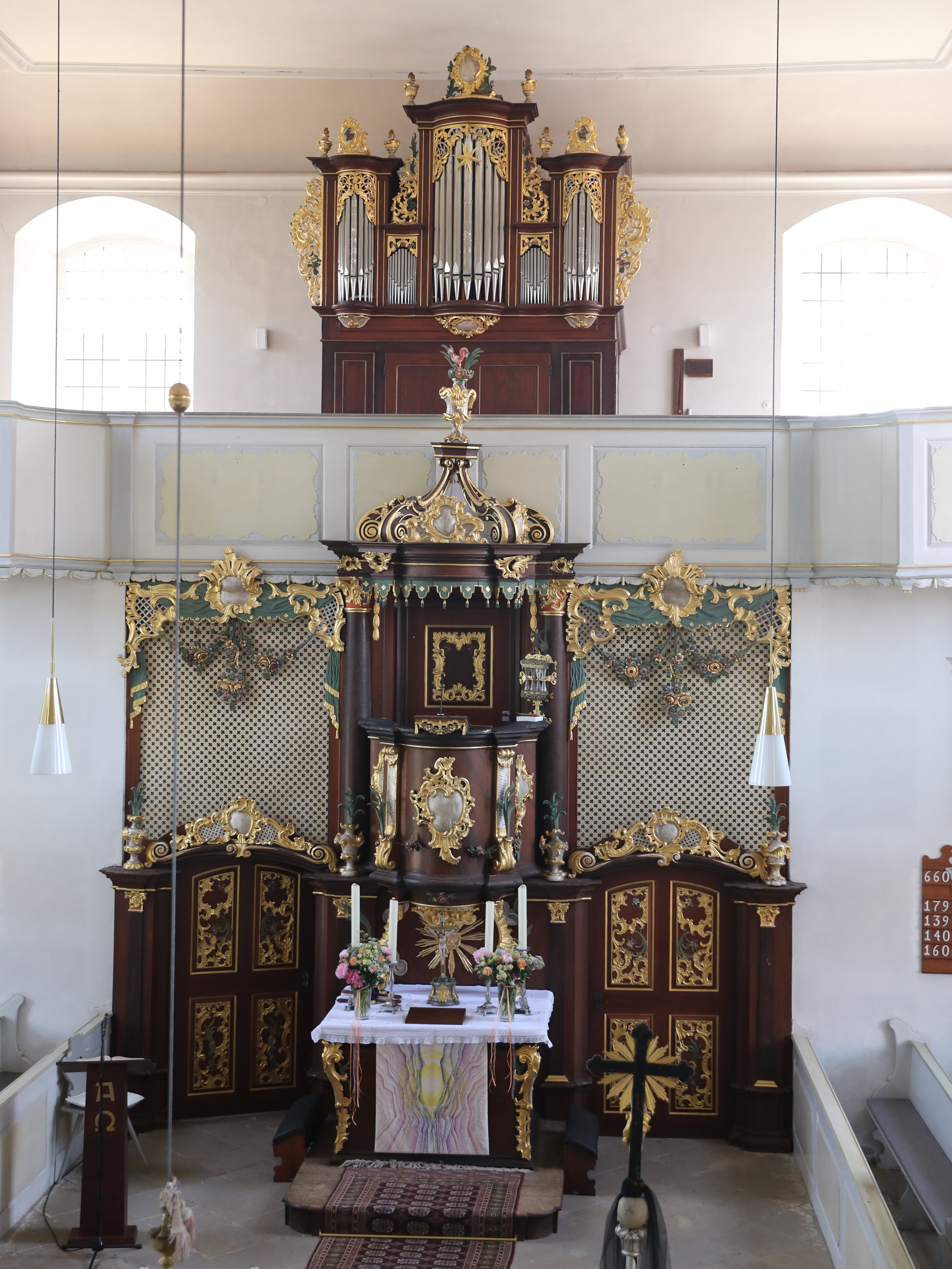
Kanzelaltar mit Stundenglas

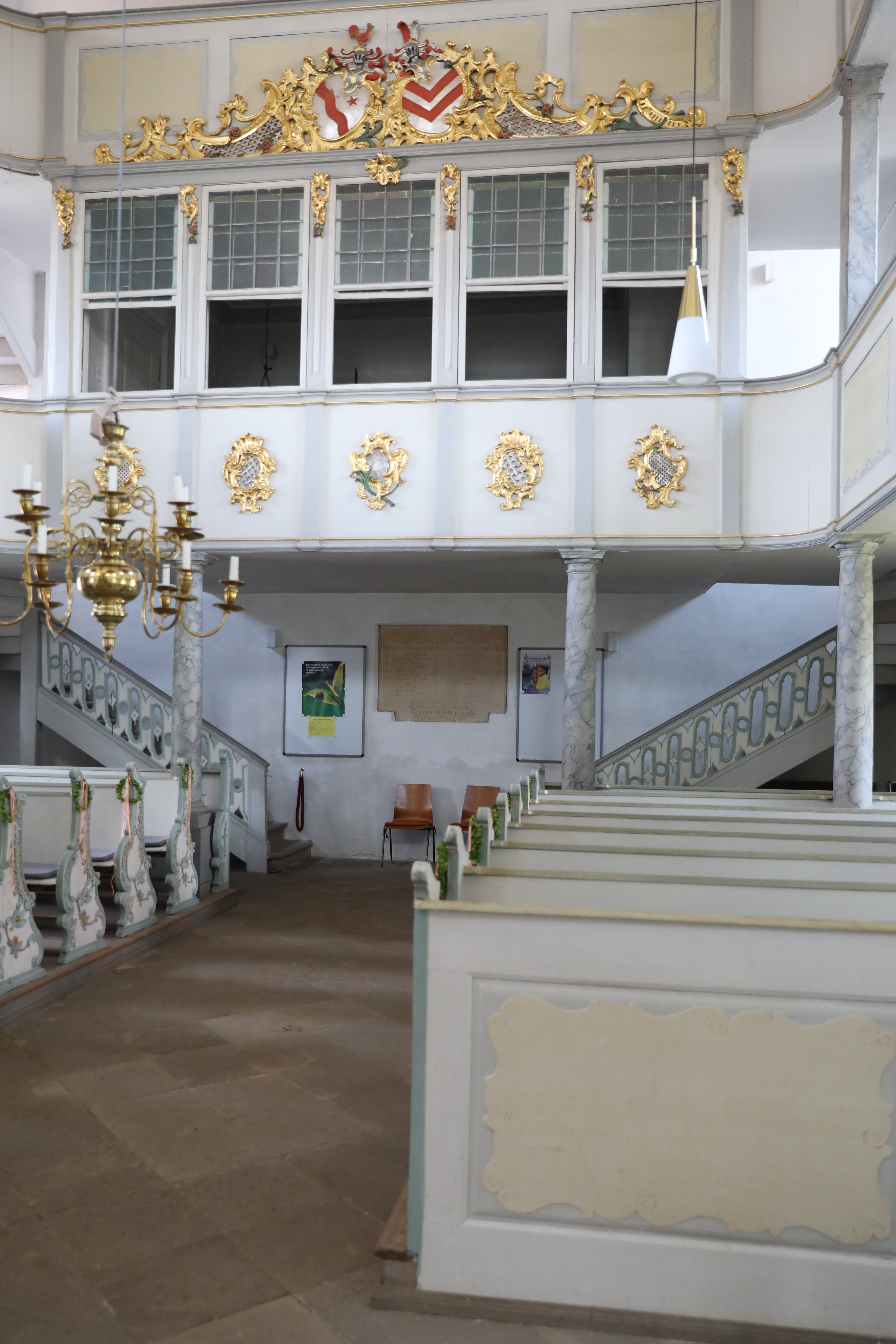
Patronatsloge mit Wappen derer von Rotenhan

Die Schlosskirche Fischbach wurde in den Jahren 1756–1758 erbaut und befindet sich im Ensemble mit dem Schloss im Kern des Ortes Fischbach, eines Gemeindeteils der Stadt Ebern in den Haßbergen. Heute dient sie der evangelischen Kirchengemeinde Eyrichshof als Pfarrkirche.
Zur Einweihung dieser Kirche komponierte Paulus Immler die Psalmen-Kantate „Wie lieblich sind deine Wohnungen, Herr Zebaoth“, die im Jahre 2011, zur 250-jährigen Kirchweihe, eine Wiederaufführung aus neu ediertem Notenmaterial erfährt.

## Architektur
Die weiß verputzte klassizistische Hallenkirche hat eine dreiachsige Fassade, einen abgestumpften Giebel mit seitlichen Voluten, über dem sich ein polygoner Glockenturm mit Zwiebelhaube erhebt. Die fünfachsigen, zweigeschossigen Seiten sind durch breite Lisenen aus Schieferplatten an den Ecken begrenzt, die Mittelachse mit dem Hauptportal wird durch zwei schmalere Lisenen markiert und durch einen Rundgiebel mit eingelegten Kartuschen und einem kreuzblumenartigen Aufsatz hervorgehoben.
Die Kirche hat eine umlaufende zweigeschossige Holzempore mit integrierter Patronatsloge, die mit farbig gefassten Wappenschildern und vergoldeten rocailleartigen Ornamenten aufwändig dekoriert ist. Der Altar, die Kanzel mit einer verspielten Rokokobekrönung und die Orgel mit dem originalen Orgelprospekt, sind an der Stirnseite des Raums übereinander angeordnet. Sie sind ebenfalls im Stil des Rokoko mit vergoldeten Ornamenten dekoriert. An der Kanzel ist ein vierteiliges Stundenglas angebracht, das in einst dazu gedient haben soll, die Predigten rechtzeitig zu beenden.